# Txutai
Txutai - Чутай (rus) - és un poble de la República del Tatarstan, a Rússia. El 2015 tenia 481 habitants. Pertany al districte (raion) de Baltassí.